# Фантазия 2000
„Фантазия 2000“ (на английски: Fantasia 2000) е американски анимационен филм, произведен от Уолт Дисни Фичър Анимейшън и реализиран от Уолт Дисни Пикчърс през 1999 г.
Продуциран от Рой Е. Дисни и Доналд Ърнст, това е 38-ият пълнометражен анимационен филм на Дисни и продължение на филма Фантазия от 1940 г. Подобно на предшественика си, Фантазия 2000 се състои от анимирани сегменти, придружени от класическа музика. Известни личности, включително Стийв Мартин, Ицхак Пърлман, Куинси Джоунс, Бет Мидлър, Джеймс Ърл Джоунс, Пен и Телър, и Анджела Лансбъри, представят всеки сегмент от лентата, режисирана от Дон Хан.
След многобройни неуспешни опити да разработи продължение на Фантазия, Уолт Дисни Къмпани възражда идеята малко след като Майкъл Айснер става главен изпълнителен директор през 1984 г. Търговският успех на домашното видео издание на Фантазия от 1991 г. убеждава Айснер, че има достатъчно обществен интерес и средства за продължение, към което той възлага на Рой Е. Дисни да бъде изпълнителен продуцент. Музиката за шест от осемте сегмента на филма се изпълнява от Чикагския симфоничен оркестър с диригент Джеймс Ливайн. Филмът включва Чиракът на магьосника от оригинала от 1940 г. Всеки нов сегмент е създаден чрез комбиниране на традиционната анимация с компютърно генерирани изображения.
Премиерата на Фантазия 2000 е на 17 декември 1999 г. в Карнеги Хол в Ню Йорк като част от концертно турне, което включва също Лондон, Париж, Токио и Пасадена, Калифорния. След това филмът излиза в 75 кина на IMAX по целия свят от 1 януари до 30 април 2000 г., отбелязвайки първия анимационен пълнометражен филм, излязъл в този формат. Официалното му излизане в редовните кина е на 16 юни 2000 г. Филмът получава предимно положителни отзиви от критиците, които хвалят филма като цяло, като същевременно критикуват неравномерното му качество. С бюджет около 80-85 милиона долара, приходите възлизат на 90,9 милиона долара в световен мащаб.

## Програма
Филмът започва със звук от настройване на инструментите на оркестър и въведение на Димс Тейлър от Фантазия. Панели, показващи различни сегменти от Фантазия, летят в космоса и оформят декора и сцената на оркестъра. Музикантите заемат местата си и се настройват, а аниматорите рисуват по своите бюра, преди Джеймс Ливайн да се приближи към подиума на диригента и да даде знак за началото на първата пиеса.
- Симфония No. 5 от Лудвиг ван Бетховен. Абстрактни шарки и форми, които приличат на пеперуди в различни цветни нюанси, багри и оттенъци, изследват свят на светлина и тъмнина, докато са преследвани от рояк черни прилепи. Светът в крайна сметка е завладян от светлината. Представен чрез оцелели архивни записи от Димс Тейлър.
- Боровете на Рим от Оторино Респиги. Семейство гърбати китове могат да летят. Малкото е отделено от родителите си и попада в капан в айсберг. В крайна сметка то намира изхода с помощта на майка си. Семейството се присъединява към по-голяма група китове, които летят и се веселят в облаците, за да излязат в космоса. Представен от Стийв Мартин и Ицхак Пърлман.
- Рапсодия в синьо от Джордж Гершуин. Разположена в Ню Йорк в началото на 30-те години на миналия век и проектирана в стила на известните по това време карикатури на Ал Хиршфелд, историята проследява Дюк, Джо, Рейчъл и Джон, които желаят по-добър живот. Сегментът завършва с това, че и на четиримата желанията се сбъдват, въпреки че техните истории си взаимодействат помежду си, без никой от тях да знае.[2] Представен от Куинси Джоунс под акомпанимент от пианиста Ралф Гриърсън.
- Концерт за пиано No. 2, Алегро, Опус 102 от Дмитрий Шостакович. Въз основа на приказката Храбрият оловен войник от Ханс Кристиан Андерсен, счупена играчка войник с един крак се влюбва в играчка балерина, която защитава от злото на фойерверк. За разлика от оригиналната история, тази версия има щастлив край. Представен от Бет Мидлър под акомпанимент от пианиста Йефим Бронфман.
- Карнавал на животните от Камий Сен-Санс. Ято фламинго се опитва да принуди свой член, който се радва да играе с йо-йо, да се включи в „скучните“ занимания на ятото. Представено от Джеймс Ърл Джоунс с аниматора Ерик Голдбърг.
- Чиракът на магьосника от Пол Дюка. Базиран на поемата на Гьоте от 1797 г. Чиракът-магесник, сегментът е единственият, представен както във Фантазия, така и във Фантазия 2000. Разказва историята на Мики Маус, младият чирак на магьосника Йен Сид, който опитва някои от магическите трикове на своя господар, но не знае как да ги контролира. Представен от Пен и Телър.
- Тържествени и церемониални маршове 1, 2, 3 и 4 от Едуард Елгар. Базиран на историята за Ноевия ковчег от Книга Битие, Доналд Дък е помощник на Ной, а Дейзи Дък е съпруга на Доналд. На Доналд е възложена задачата да събере животните в Ковчега и в процеса пропуска, губи и се събира с Дейзи. Представен от Джеймс Ливайн с участието на Мики Маус и Доналд Дък.
- Жар-птица — Версия от 1919 от Игор Стравински. Събужда се фея от нейният спътник уапити, събужда се и огнен дух на разрушенията от близкия вулкан, който унищожава гората. Феята оцелява, а уапити я насърчава да възстанови гората до нормалното ѝ състояние. Представен от Анджела Лансбъри.